# 世田谷区立世田谷中学校
世田谷区立世田谷中学校（せたがやくりつせたがやちゅうがっこう）は、東京都世田谷区の公立中学校。2011年4月1日に、少子化が進んでいた世田谷区立若林中学校と世田谷区立山崎中学校を統合して開校。この統合の際、平成22年世田谷区議会第3回定例会で「世田谷区立学校設置条例」が改正された。学びの多様化学校（いわゆる不登校特例校）に指定されている。

## 教育目標
自律・寛容・創造。人間尊重の教育、高い知性と豊かな情操をもつ、心身ともに健康な生徒の育成。

## 特別支援学級
- 双葉学級(F組)
- I組
- ねいろ分教室

## 最寄りの交通
- 東急電鉄東急世田谷線 若林駅
- 小田急電鉄小田原線 梅ヶ丘駅

## 部活動の紹介
- 基礎トレーニング部
- 剣道部
- サッカー部
- 卓球部
- テニス部
- バスケットボール部（男女別）
- バレーボール部（女子のみ）
- 野球部
- 囲碁・将棋部
- 演劇部
- 家庭科部
- 吹奏楽部
- 茶道部
- パソコン部
- 美術部
- 奉仕活動部
- 英語部

## 委員会活動
専門委員会
- 美化委員会
- 保健給食委員会
- 学級委員会
- 放送委員会
- 図書委員会
- 生活委員会

行事委員会
- 選挙管理委員会
- 運動会実行委員会
- 学芸発表会実行委員会

## 行事
運動会（6月） 学芸発表会（10月）　百人一首大会（1月〜2月の間）球技大会（2月〜3月）

## 著名な出身者
- 立川志らく（落語家）